# 나노 큐플러스
나노 큐플러스(NanoQplus)는 한국전자통신연구원(ETRI)에서 만든 센서 네트워크 노드용 초소형 운영체제이다. 나노 큐플러스는 손쉬운 응용 개발에 초점을 맞췄으며, 기본적인 C 문법을 알고 있다면 누구나 손쉽게 프로그래밍이 가능한 특징을 갖고 있다. 한국전자통신연구원은 2007년 9월 16일 나노 큐플러스 2.3 버전의 소스 코드를 일반에 공개하였다.

## 구성 및 특징

### 플랫폼
나노 큐플러스는 공개 버전으로 ATmega128과 MSP430 등 2 가지 프로세서를 지원한다. 비공개 버전(상용 버전)으로 TI의 CC2430, Radiopulse의 MG2455-F48, ARM 프로세서인 S3FN41F(ARM Cortex-M0), ARM-TDMS-S, 그리고 MC9S12XDP512 프로세서도 지원한다. 지원하는 대표적인 무선 센서 노드 플랫폼은 다음과 같다.
- 휴인스의 UBee430[3]
- 아이앤테크의 Kmote[4]
- Moteiv의 Tmote-Sky[5]
- 하이버스의 HMote2420[6]
- MEMSIC의 MICAz[7]
- 한백전자의 Zigbex[8], Ubi-msp430[9], Ubi-coin[10]
- 옥타컴의 Nano24[11], OCX-Z[12]

### 커널
나노 큐플러스는 멀티 스레드를 지원하며, 우선순위 기반 선점형 라운드-로빈 방식의 스케줄러를 사용한다. 커널이 제공하는 주요 기능들은 다음과 같다.
- 멀티 스레드
- 힙 영역 동적 메모리 관리
- 스레드간 동기화 및 크리티컬 섹션 보호를 위한 세마포어
- 타이머
- 태스크 큐

### 네트워크
나노 큐플러스는 센서 네트워크 노드용 운영체제로 IEEE 802.15.4 기반 무선 통신을 지원하는 CC2420 드라이버와 MAC 프로토콜 및 라우팅 프로토콜을 제공한다.

#### MAC 프로토콜
- NanoMAC: 단일 홉 통신을 위한 간결한 MAC 프로토콜로 저전력을 위하여 IEEE 802.15.4 중 최소한의 필수 기능들만으로 구현되어 있음.

#### 라우팅 프로토콜
- RENO: 멀티 홉 통신을 위한 동적 온-디멘드 라우팅 프로토콜
- TENO: 멀티 홉 통신을 위한 트리기반 라우팅 프로토콜

#### 인터넷 프로토콜
나노 큐플러스는 상호운용성(interoperability)을 위하여 인터넷 프로토콜을 지원한다.
- 6LoWPAN: RFC 4944[13]를 기반으로 LoWPAN 환경에 적합한 이웃탐색 프로토콜인 draft-ietf-6lowpan-nd-18[14]과 RFC 6282[15]를 지원하고 있다.
- RPL: IETF ROLL WG[16]에서 표준화를 진행 중인 IPv6 라우팅 프로토콜이다.
- CoAP: IETF CoRE WG[17]에서 표준화한 응용 계층 REST 프로토콜로 RFC 7252[18]에 따라 구현되었다.

## 참조
1. ↑  NanoQplus 사이트 http://sites.google.com/site/nanoqplusos/%5B깨진+링크(과거+내용+찾기)%5D
2. ↑  '나노 큐플러스' 소스코드 일반공개 http://www.chosun.com/site/data/html_dir/2007/09/16/2007091600336.html%5B깨진+링크(과거+내용+찾기)%5D
3. ↑  휴인스 UBee430 http://www.huins.com/html/product_view_solution.php?part_idx=18&idx=101&cate1=18%5B깨진+링크(과거+내용+찾기)%5D
4. ↑  Kmote http://www.tinyosmall.co.kr/shop/shopbrand.html?xcode=014&type=X&sort=brandname&mcode=016
5. ↑  Tmote-Sky http://www.hybustech.com/sub02_04_13.html?c1=4&c2=3 보관됨 2010-11-01 - 웨이백 머신
6. ↑  하이버스 Hmote http://www.hybus.net/sub02/product.htm?c_parent=3%5B깨진+링크(과거+내용+찾기)%5D
7. ↑  MICAz http://www.memsic.com/products/wireless-sensor-networks/wireless-modules.html 보관됨 2012-03-04 - 웨이백 머신
8. ↑  한백전자 ZigbeX http://www.hanback.com/products/view/20%5B깨진+링크(과거+내용+찾기)%5D
9. ↑  한백전자 Ubi-MSP430 http://www.hanback.com/products/view/17%5B깨진+링크(과거+내용+찾기)%5D
10. ↑  한백전자의 Ubi-Coin http://www.hanback.com/products/view/24%5B깨진+링크(과거+내용+찾기)%5D
11. ↑  옥타컴 Nano-24 http://www.octacomm.net/1/06.html%5B깨진+링크(과거+내용+찾기)%5D
12. ↑  옥타컴 OCX-Z http://www.octacomm.net/1/08.html%5B깨진+링크(과거+내용+찾기)%5D
13. ↑  http://tools.ietf.org/html/rfc4944
14. ↑  http://tools.ietf.org/html/draft-ietf-6lowpan-nd-18
15. ↑  http://tools.ietf.org/html/rfc6282
16. ↑  IETF ROLL Working Group http://tools.ietf.org/wg/roll
17. ↑  IETF CoRE Working Group http://tools.ietf.org/wg/core
18. ↑  http://tools.ietf.org/html/rfc7252

## 같이 보기
- 큐플러스-에어(Qplus-Air): 무인항공기용 운영체제(OS)